# Naked Boy Hill
De Naked Boy Hill is een 296 meter hoge heuvel in de buurt van Philipsburg in Sint Maarten. De oorsprong van de naam is onduidelijk. Het kan refereren aan een bewoner op de heuvel die zijn kleren uittrok omdat hij van de beklimming erg bezweet raakte, of het is vernoemd naar de parinari campestris, een boom die lokaal "naked boy" wordt genoemd.
Er is een wandeltocht van 1,6 km uitgezet waarlangs de top kan worden bereikt. Vanaf de heuvel is Saint-Barthélemy, Anguilla en de haven van Philipsburg te zien.